# Anopheles leucosphyrus
Anopheles leucosphyrus este o specie de țânțari din genul Anopheles, descrisă de Donitz în anul 1901. Conform Catalogue of Life specia Anopheles leucosphyrus nu are subspecii cunoscute.